# Sabra (Nador)
Pour les articles homonymes, voir Sabra.
 (novembre 2013).
Si vous disposez d'ouvrages ou d'articles de référence ou si vous connaissez des sites web de qualité traitant du thème abordé ici, merci de compléter l'article en donnant les références utiles à sa vérifiabilité et en les liant à la section « Notes et références ».
Sabra est la vaste plaine marocaine de la province de Nador et de la région de l'Oriental, faisant partie de la commune rurale d'Oulad Settout.
Différents hameaux se situent sur la plaine de Sabra et bordent la route nationale au sud de Zaio, qui en est le chef-lieu.Une grande partie est irriguée grâce à la retenue du barrage Mechraa Hamadi, construit à la fin des années 1960, qui permet la production d'oranges, d'olives et de raisin.
Les arabophones de Sabra : dans le Maroc oriental au sud des petits massifs montagneux qui bordent la plaine d'Oudjda, tout le Dahra, prolongement des steppes de l'Oranie, est parcouru par des groupements arabophones, Ouled Sidi Mohammed ben Ahmed, Ouled Sidi bou Chenafa, Beni Mathar, Mehaïa et surtout Beni Guil et Ouled en Naceur qui ont une faible importance numérique mais qui sont répandus sur un espace immense. Il faut ajouter à ces grands nomades dont ils sont séparés par les Aït Seghrouchene du Sud les populations en grande majorité ksouriennes de la moyenne Moulouya, surtout les Ouled el Hadj. Reliant ce premier groupe au Maroc atlantique une bande de populations de langue arabe s'étend de Algérie au Rharb. À l'Est les Angad et les Sedjaâ occupent la plaine Oudjda ils rejoignent une part les tribus de la basse Moulouya Ouled Settout sur la rive gauche Ouled Mansour et Trifa sur la rive droite, d'autre part les tribus de la plaine de Tafrata, Ahlaf et Haouara. Les tribus de la trouée de Taza dont les plus importantes sont les Ghiata, les Tsoul, les Branès, les Cheraga, les Ouled Djema, les Fichtala, les Cherarda, parlent arabe comme aussi les Sefiane les Béni Ahsene dans la vallée du Sebou.